# 오픈스텝
오픈스텝(OpenStep)은 넥스트 사와 선 마이크로시스템즈가 공동으로 개발한 객체 지향형 API 표준이었다. 오픈스텝(OPENSTEP, 영어로 모두 대문자임.)은 OpenStep API를 이용해서 프로그램을 만들 수 있게 하는 도구로, 넥스트 사가 개발했다..

## 설명
오픈스텝 API와 이전 넥스트스텝과의 차이는 다음과 같다.
- 오픈스텝은 상위 레벨 라이브러리와 서비스만을 묘사한다. 하지만 넥스트스텝은 라이브러리와 운영체제까지 묘사한다.
- 마크 커널에 완전히 의존하는 코드는 모두 삭제되었고, 때문에 오픈스텝은 어떤 운영체제에서도 사용될 수 있다.
- 넥스트가 이전에 인텔 플랫폼으로 넥스트스텝을 포팅할 때 겪었던 엔디안 문제에서 자유로울수 있도록 엄청난 노력을 기울였다.
- 저 레벨 객체는 넥스트스텝에서 C 데이터 형태로 나타내 졌지만, 오픈스텝은 엔디안 변환과 플랫폼 독립을 위해 새로운 클래스들을 여러개 추가했다. 이 클래스 모음은 파운데이션 키트로 불렸다.
- 오픈스텝은 메모리 관리와 객체 수명 관리를 위해 레퍼런스 카운팅을 사용하고, 자동 메모리 관리를 위한 오토릴리즈 풀을 제공한다. 하지만 넥스트스텝은 레퍼런스 카운트 메모리 관리를 제공하지 않는다.

## 같이 보기
- NeXTSTEP (넥스트스텝)